# Ma Braun

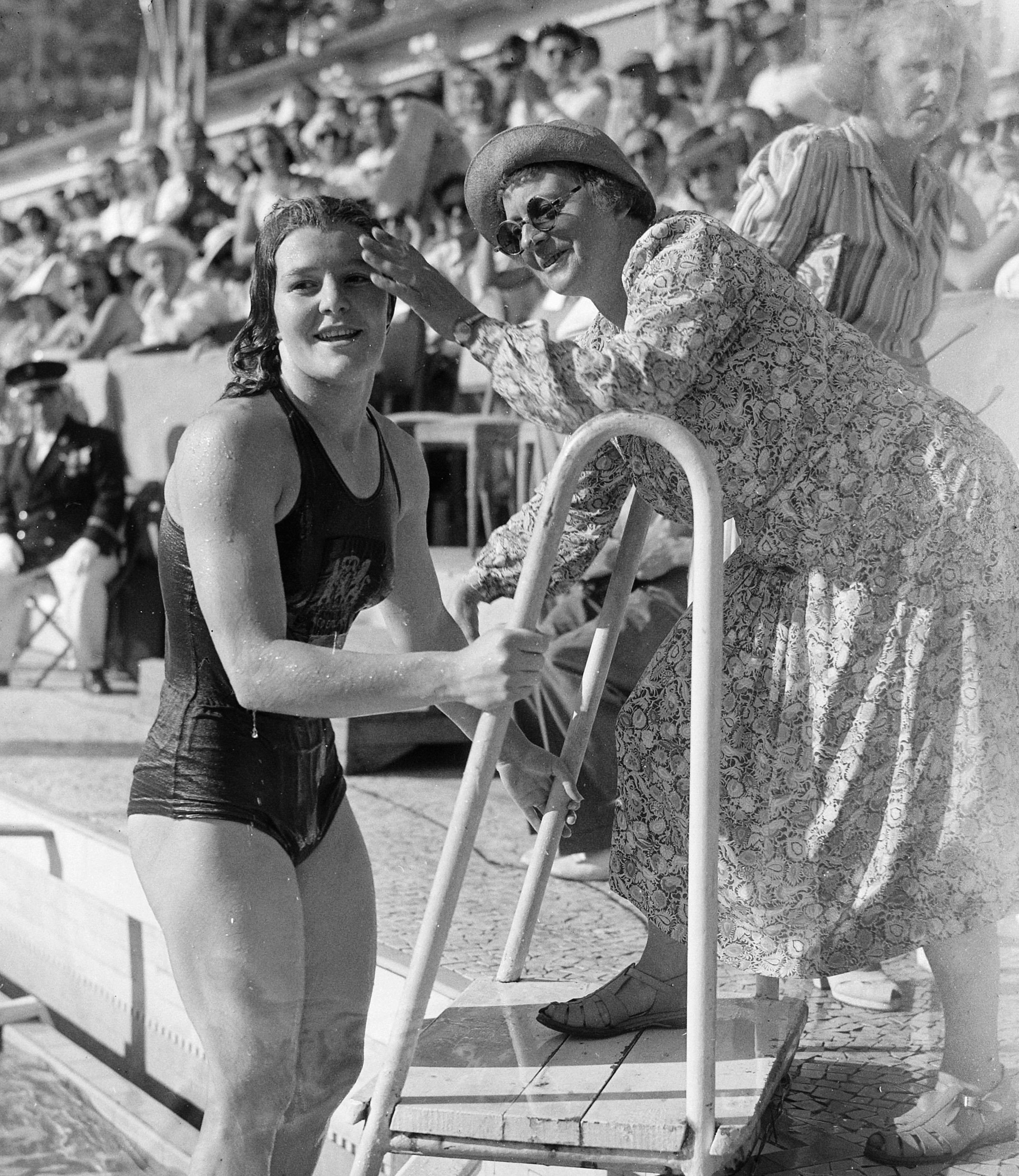
Nel van Vliet en Ma Braun bij de Europese kampioenschappen zwemmen 1947

Maria Johanna (Rietje of "Ma") Braun-Voorwinde (Delfshaven, 28 december 1881 – Rotterdam, 9 oktober 1956) was een Nederlands zwemtrainster.
Ma Braun stond bekend om haar harde trainingsaanpak. Onder haar leiding domineerde de Nederlandse ploeg het internationale vrouwenzwemmen in de jaren twintig en dertig.
Ma Braun is de moeder van Marie Braun, die onder leiding van haar moeder goud en zilver haalde bij de Olympische Zomerspelen van 1928 in Amsterdam. Tijdens de Olympische Zomerspelen van 1936 in Berlijn leidde ze Rie Mastenbroek naar drie gouden medailles en één zilveren medaille. Andere succesvolle pupillen van Ma Braun waren Marie Baron, Willy den Ouden, Puck Oversloot en na de oorlog Irma Schuhmacher. Zij werd in 1967 postuum opgenomen in de International Swimming Hall of Fame.